# Molophilus duckhousei
Molophilus duckhousei är en tvåvingeart som beskrevs av Günther Theischinger 1992. Molophilus duckhousei ingår i släktet Molophilus och familjen småharkrankar. Inga underarter finns listade i Catalogue of Life.